# Rudolf Willem Nijsingh
Rudolf Willem Nijsingh (Westerbork, 26 maart 1746 -  de Wijk, 16 maart 1805) was een Nederlandse schulte.

## Leven en werk
Rudolf Willem stamde uit het geslacht Nijsingh en was een zoon van de schulte van Westerbork Hendrik Nijsingh en Aaltien Oldenhuis. Van vaderszijde waren al zijn voorvaders in rechte lijn schulte van Westerbork geweest. Zijn oudst bekende voorvader Luitge Nijsingh werd in 1566 door Eigenerfden en Ridderschap van Drenthe aangesteld tot schulte van Westerbork en in 1575 door Filips II.
Nijsingh studeerde in Groningen. Hij vestigde zich aanvankelijk in Leggeloo, tussen Dwingeloo en Diever, en verhuisde later naar de Wijk. Nijsingh werd in 1771 gekozen tot ette voor het Beilerdingspel; hij vervulde de functie van ette tot 1790. In 1795 werd hij, als patriot benoemd tot schulte van het Drentse de Wijk. De door de bevolking gekozen schulte Albert Steenbergen was niet acceptabel voor de nieuwe machthebbers. Hij werd na zijn overlijden in 1805 als schulte van de Wijk opgevolgd door zijn neef Jan Nijsingh.
Nijsingh trouwde op 18 november 1770 met de in Leggeloo geboren Albertien Wolters, dochter van Albert Wolters en Aelfien Hessels. Hij hertrouwde op 24 juni 1785 te De Wijk met de in Den Hof bij de Wijk geboren Anna ten Wolde, dochter van de landmeter en schatbeurder Lucas ten Wolde en Jentien Klaas. Zijn zoon Lucas uit zijn tweede huwelijk werd in 1821 benoemd tot schulte (schout) van de Wijk.